# Constant Lamy
Pour les articles homonymes, voir Lamy.
Constant Lamy est un général français né le 1er janvier 1826 à Éteignières (Ardennes) et mort le 19 novembre 1893 à Cannes (Alpes-Maritimes).

## Biographie
Fils de Nicolas-Ferdinand Lamy et Marie-Jeanne Jouart, Constant Lamy entre au service le 7 avril 1847. Caporal le 4 janvier 1850, sergent le 9 novembre 1851, il est promu sous-lieutenant le 17 février 1855, lieutenant le 13 octobre 1856, capitaine le 24 mai 1859, chef de bataillon le 3 août 1869, lieutenant-colonel le 29 décembre 1874, colonel le 3 mai 1879, général de brigade 1re 9 octobre 1887. Il est admis à la retraite le 9 octobre 1887.
Il est fait commandeur dans l'ordre de la Légion d'honneur par décret du 29 octobre 1887.
Il est inhumé au cimetière Saint-Roch de Valenciennes (division C, 2e carré bas, emplacement 161).

## Hommages
Plaque apposée à la mairie d'Éteignières (à côté de celle du général Orphis Léon Lallemand, son cousin issu de germain par la branche Lagneaux) : « Hommage d'affectueux souvenir de ses concitoyens au général de brigade Lamy (Constant), commandeur de la Légion d'honneur, 1826-1893 ».

## Décorations
Commandeur de la Légion d'honneur (8 août 1887) 
- Officier le 20 août 1870
- Chevalier le 26 mai 1866